# 阿波和三盆糖
阿波和三盆糖（あわわさんぼんとう）は、徳島県で生産した和三盆で、伝統的に生産されている砂糖の一種。

## 生産
阿波国である徳島県で和三盆を生産していることから阿波和三盆糖と呼ばれる。阿讃山脈南側で主に作られている。現在、阿波和三盆糖が栽培、製造されているのは上板町と阿波市土成町のみである。この地方で栽培されるサトウキビは「甘蔗」と呼ばれ、南西諸島などのサトウキビに比べ背が低い竹糖という品種である。

## 歴史
阿讃山脈南麓の扇状地帯は、水利に不便で畑は礫質で地味に乏しく、麦芋類、雑穀などのほかに適作物がなく農民は貧困だった。板野郡引野村の山伏、玉泉（のちの丸山徳弥、1754年ごろ - 1827年）は、この地に立ち寄った九州の遍路から甘蔗（サトウキビ）の話を聞き、1776年（安永5年）日向国延岡に渡った。延岡藩では甘蔗や製糖法を国禁としており、玉泉は旅の修験者として栽培・貯蔵法をさぐり、甘蔗を竹杖に隠して持ち帰った。甘蔗は順調に増殖し、玉泉は製糖法探究のため数年後に再度延岡に渡った。帰国後は独力で、甘蔗の栽培法や製糖法の研究に取り組み、1798年（寛政10年）ごろには三盆糖の製造に成功した。徳島藩の奨励もあって甘蔗栽培は急速に広がり、阿波を代表する一大産業に発展した。阿波砂糖の最盛期は天保 - 文久年間の約30年間で、最盛期の甘蔗作付け面積 2,500ha、甘蔗生産量 75,000t、白下糖生産量 9,487t、白砂糖 3,450t と推定されている。
明治以降、外国産の砂糖に押され、また日清戦争後に日本に併合された台湾産の砂糖が大量に流入したことで急速に衰えた。讃岐は白下糖に特化して生き残りを図ったが、阿波では逆に三盆糖に活路を見出して、現在まで命脈を保っている。昭和50年（1975年）以降の甘蔗作付け面積は、上板町、土成町を中心に30ha前後である。風味と味を持つ和三盆糖は、依然として和菓子には欠かせない調味料として製造され続けている。昔ながらの手作業で製造しているのは、徳島県内では現在、岡田製糖所（上板町泉谷）のみである。